# Dom sportova (Zagreb)
Dom sportova je ime velike višenamenske sportske dvorane u centru Zagreba. U njoj se održavaju razne dvoranske sportske (tenis, rukomet, odbojka, košarka, dvoranski nogomet, umetničko klizanje, hokej na ledu i slično), ali i druge priredbe (koncerti, predavanja i slično).
Dom sportova je smešten u severozapadnom delu Trga Krešimira Ćosića i zauzima celi prostor između Magazinske ulice i Nove ulice. Objekat ima 32.000 m² korisne površine od čega je 10.000 m² poslovnog prostora, a 22.000 m² služi isključivo sportu. Sastoji se od osam dvorana od kojih su dve veće (jedna ima 5 000, a druga 3 100 sedišta na fiksnim tribinama).
Dom sportova je otvoren 17. maja 1972. košarkaškom utakmicom Evropa - Svet.